# تائیس (رمان)

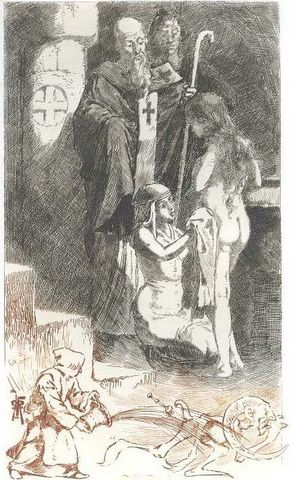
Thaïs

تائیس رمانی است از آناتول فرانس رمان‌نویس فرانسوی دربارهٔ زنی به نام تائیس.
این رمان که در ۱۸۹۰ چاپ شد، داستان زاهدی مسیحی به نام پافنوس است که شیفتهٔ تائیس روسپی اسکندرانی می‌شود و به زهد چندساله اش پشت پا می‌زند.